# Jedlnia-Letnisko (gemeente)
De gemeente Jedlnia-Letnisko is een landgemeente in het Poolse woiwodschap Mazovië, in powiat Radomski.
De zetel van de gemeente is in Jedlnia-Letnisko.
Op 30 juni 2004 telde de gemeente 11 222 inwoners.

## Oppervlakte gegevens
In 2002 bedroeg de totale oppervlakte van gemeente Jedlnia-Letnisko 65,57 km², waarvan:
- agrarisch gebied: 78%
- bossen: 13%

De gemeente beslaat 4,29% van de totale oppervlakte van de powiat.

## Demografie
Stand op 30 juni 2004:
| Omschrijving                   | Totaal | Totaal | Vrouwen | Vrouwen | Mannen | Mannen |
| ------------------------------ | ------ | ------ | ------- | ------- | ------ | ------ |
| eenheid                        | aantal | %      | aantal  | %       | aantal | %      |
| inwoners                       | 11 222 | 100    | 5602    | 49,9    | 5620   | 50,1   |
| bevolkingsdichtheid (inw./km²) | 171,1  | 171,1  | 85,4    | 85,4    | 85,7   | 85,7   |

In 2002 bedroeg het gemiddelde inkomen per inwoner 1194,14 zł.

## Administratieve plaatsen (sołectwo)
Aleksandrów, Antoniówka, Cudnów, Dawidów, Groszowice, Gzowice, Gzowice-Folwark, Gzowice-Kolonia, Jedlnia-Letnisko, Lasowice, Maryno, Myśliszewice, Natolin, Piotrowice, Rajec Poduchowny, Rajec Szlachecki, Sadków, Sadków-Górki, Siczki, Słupica, Wrzosów.

## Plaatsen met inwonertal
1. Aleksandrów - 338 inw.
2. Antoniówka - 489 inw.
3. Cudnów - 368 inw.
4. Dawidów - 136 inw.
5. Groszowice - 1.014 inw.
6. Groszowice Wrzosów - 150 inw.
7. Gzowice - 375 inw.
8. Gzowice Folwark - 86 inw.
9. Gzowice Kolonia - 119 inw.
10. Jedlnia Letnisko - 3.692 inw.
11. Kolonka - b.d.
12. Lasowice - 305 inw.
13. Maryno - 198 inw.
14. Myśliszewice - 471 inw.
15. Natolin - 187 inw.
16. Piotrowice - 219 inw.
17. Rajec Poduchowny - 799 inw.
18. Rajec Szlachecki - 855 inw.
19. Sadków - 415 inw.
21. Sadków Górki - 421 inw.
22. Siczki - 257 inw.
23. Słupica - 488 inw.

## Aangrenzende gemeenten
Gózd, Jastrzębia, Pionki, Pionki, Radom